# Comuna Tarasivka, Kiev-Sveatoșîn
Tarasivka (în ucraineană Тарасівка) este o comună în raionul Kiev-Sveatoșîn, regiunea Kiev, Ucraina, formată din satele Nove și Tarasivka (reședința).

## Demografie
Componența lingvistică a comunei Tarasivka
     Ucraineană (94,43%)
     Rusă (5,07%)
     Alte limbi (0,11%)
Conform recensământului din 2001, majoritatea populației comunei Tarasivka era vorbitoare de ucraineană (94,43%), existând în minoritate și vorbitori de rusă (5,07%).